# 다누마 오키카즈
다누마 오키카즈(일본어: 田沼意壱, 1780년 ~ 1800년 11월 3일)는 무쓰 시모무라번의 2대 번주이다. 어릴적 이름은 만키치(万吉), 만노스케(万之助)이며, 다누마 오키요시로도 불렸다. 관위는 종5위하, 사에몬노스케(左衛門佐)이다.
다누마 오키쓰구의 장남 다누마 오키토모의 둘째 아들로 태어났다. 1796년, 형 오키아키가 젊은 나이로 생을 마감하면서 그 양자로서 대를 이었다. 그러나 그도 병약했던 탓에 1800년 음력 9월 17일, 21세의 나이로 생을 마감했다. 자식이 없어 동생 오키노부가 양자가 되어 번주직을 계승하였다.
| 전임 다누마 오키아키 | 제2대 무쓰 시모무라번 번주 1796년 ~ 1800년 | 후임 다누마 오키노부 |